# Eunidia auricollis
Eunidia auricollis är en skalbaggsart som beskrevs av Stefan von Breuning 1957. Eunidia auricollis ingår i släktet Eunidia och familjen långhorningar. Inga underarter finns listade i Catalogue of Life.